# Teucrium rupestre
Espèce
Teucrium rupestre est une espèce de plantes à fleurs de la famille des Lamiaceae. Elle est endémique du Maroc.